# Meirambek Ainagulov
Meirambek Ainagulov (Aktobe, 1994. február 17. –) kazak kötöttfogású birkózó. A 2019-es birkózó-világbajnokságon bronzérmet nyert 60 kg-os súlycsoportban, kötöttfogásban. A 2017-es birkózó-világbajnokságon ezüstérmes lett 59 kg-ban. A 2016-os, a 2017-es és a 2018-as Ázsia Bajnokságon bronzérmet szerzett kötöttfogásban, 59, illetve 63 kilogrammos súlycsoportban.

## Sportpályafutása
A 2019-es birkózó-világbajnokságon a 60 kilogrammos súlycsoportban bronzérmet szerzett. Ellenfele az ukrán Lenur Temirov volt, akit 10-0-ra legyőzött.